# Mambo (baile)

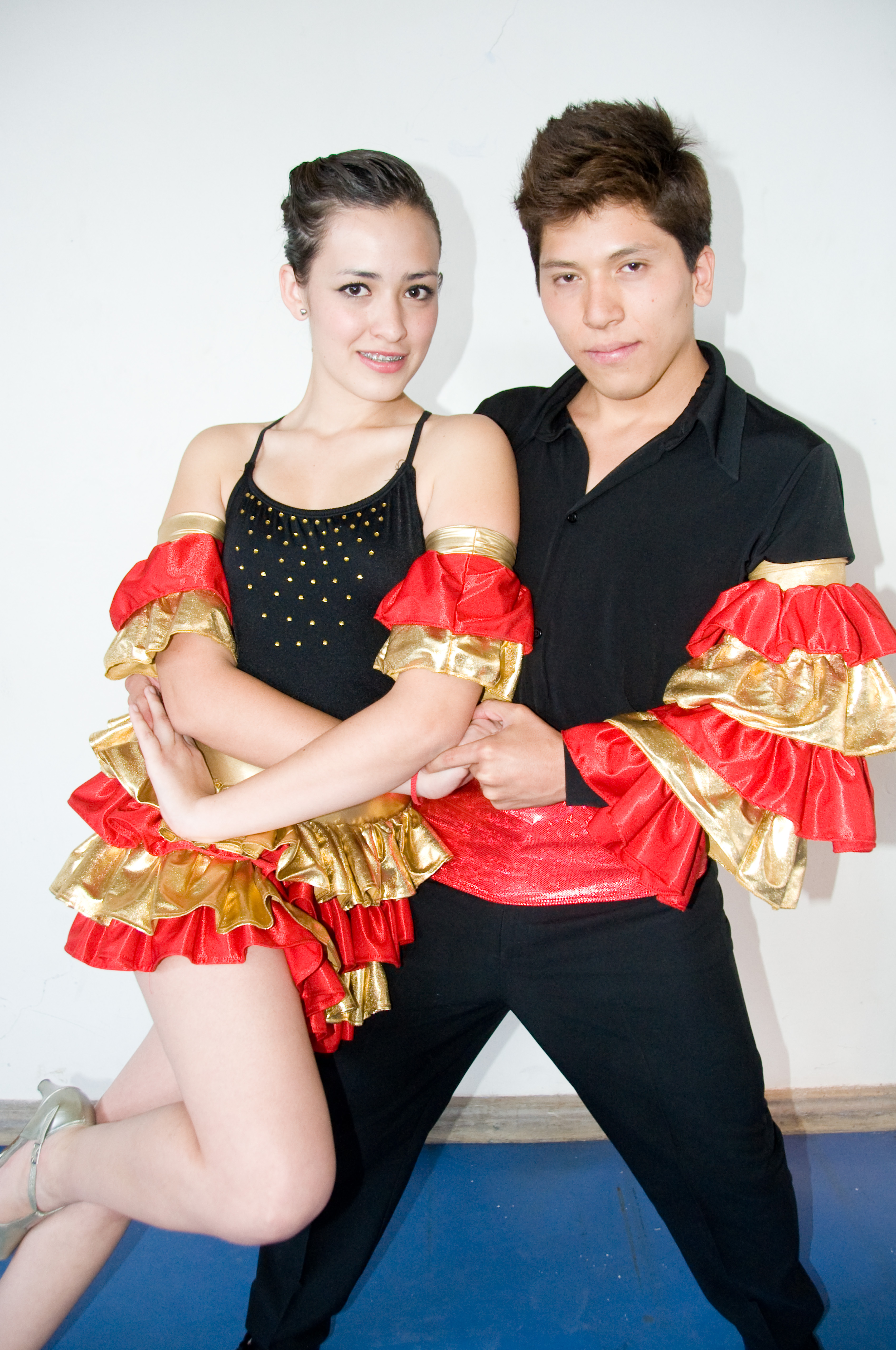
Bailarines de mambo en el ITESM Campus Ciudad de México.

El mambo es un baile de Cuba que se desarrolló en la década de 1940 cuando el género musical del mismo nombre se popularizó en toda América. Fue inventado durante la década de 1930 por el músico y compositor cubano Arsenio Rodríguez, desarrollado en La Habana por Cachao y popularizado por Dámaso Pérez Prado y Benny Moré.
La palabra “mambo” es un afronegrismo, de manera similar a otros términos musicales afroamericanos como conga, milonga, bomba, tumba, samba, bamba, bambulá, tambor, tango, cumbé, cumbia y candombe, que denotan un origen africano, y particularmente congolés, debido a la presencia de ciertas combinaciones características sonoras, tales como “mb”, “ng” y “nd”, que pertenecen al complejo lingüístico Níger-Congo. En moderno suajili, la palabra “mambo” corresponde a las palabras españolas “cosas” u “objetos”. El Diccionario Oxford En-Línea dice que “Mambo” es la palabra en lengua criolla haitiana para denominar a una “sacerdotisa de Vudú”.

## Historia

### Orígenes

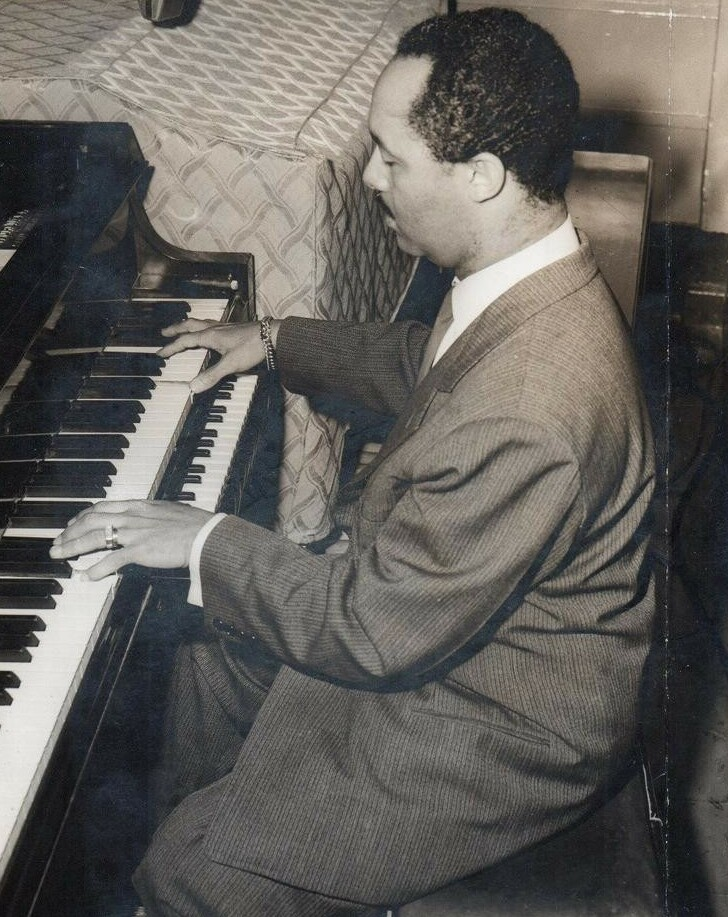
Pérez Prado en 1954.

A fines de la década de 1940, Pérez Prado ideó el baile sobre la música preexistente y se convirtió en la primera persona en comercializarlo como «mambo», que significa «conversación con los dioses» en el idioma kikongo, hablada por congoleses. Después de La Habana, Pérez Prado llevó su música a México, donde fue adoptada. La danza original del mambo se caracterizó por la libertad y los complicados pasos de pie. Algunos artistas mexicanos llegaron a ser conocidos bailarines como Tongolele, Adalberto Martínez, Rosa Carmina, Tin Tan y Lilia Prado. La mayoría de estos acompañaron a Prado en presentaciones en vivo o fueron vistos en películas mexicanas.
La danza del mambo inventada por Pérez Prado y popular en los años 40 y 50 en Cuba, la Ciudad de México y Nueva York es completamente diferente de la danza moderna que los neoyorquinos ahora llaman «mambo» y que también se conoce como «salsa en 2». La danza del mambo original no contiene pasos de ruptura o pasos básicos en absoluto. El baile cubano no fue aceptado por muchos maestros de baile profesionales. Los bailarines cubanos describirían mambo como «sentir la música» en la que el sonido y el movimiento se fusionaron a través del cuerpo. Los profesores de danza profesional en los Estados Unidos vieron este enfoque del baile como «extremo», «indisciplinado» y, por lo tanto, consideraron necesario estandarizar el baile para presentarlo como un producto que se pueda vender para el mercado social o de salón.

### Americanización

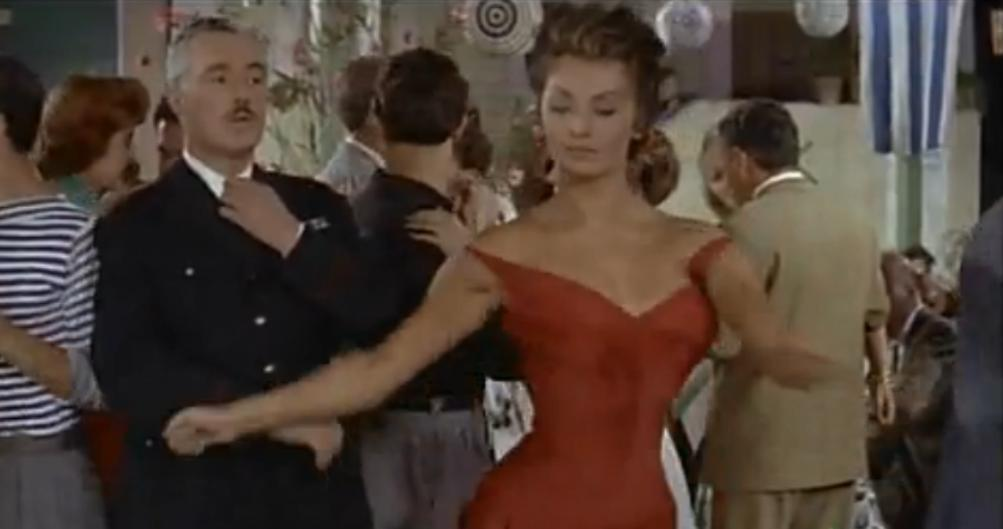
Vittorio De Sica y Sofia Loren en la película "Pane amore e...", una película de 1955 de Dino Risi. Escena donde bailan el Mambo.

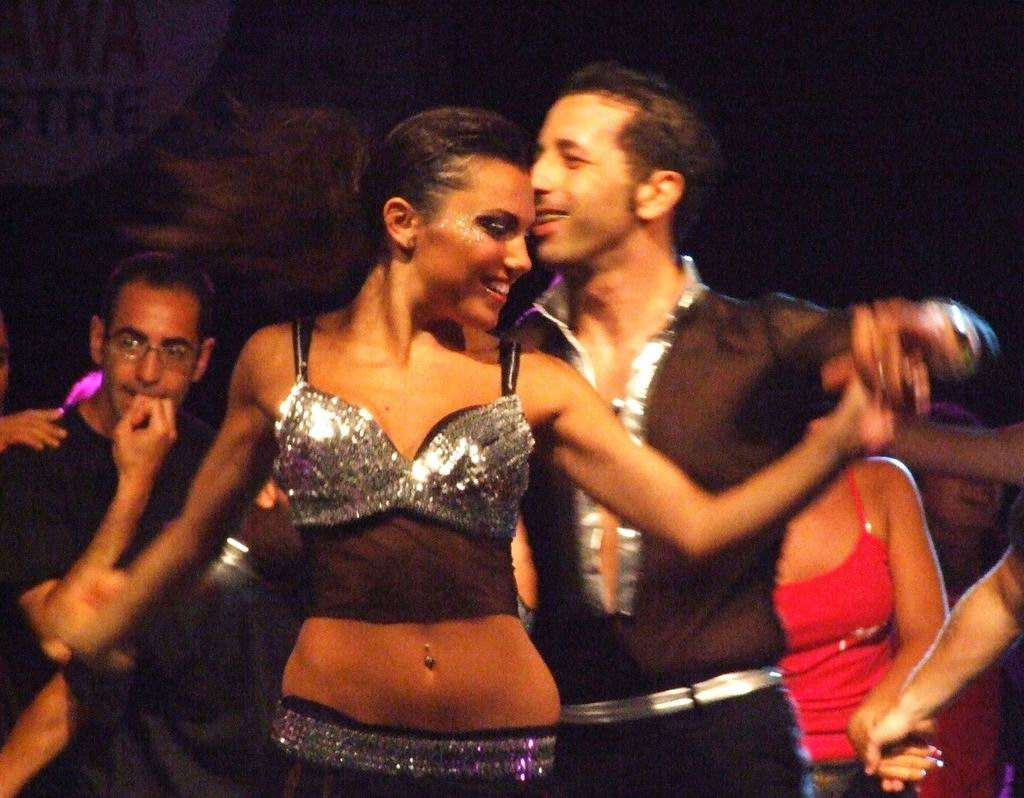
Bailando Mambo, Sicilia, Italia.

La danza moderna de Nueva York fue popularizado en la década de los 80 por Eddie Torres, Ángel Rodríguez de RazzMa'Tazz Mambo Dance Company y otros, muchos de los cuales eran puertorriqueños de segunda generación en Nueva York. Este estilo a veces se baila con música de mambo, pero más a menudo con salsa dura (salsa de la vieja escuela). Se denomina «mambo en 2» porque la ruptura, o cambio de dirección, en el paso básico ocurre en el conteo 2. Las escuelas Eddie Torres y RazzMa'Tazz tienen diferentes pasos básicos, aunque comparten esta misma característica elemental. Eddie Torres describe su versión como un estilo «de calle», que desarrolló a partir de lo que vio en las calles del Bronx. La versión de RazzM'Tazz está más cerca del Palladium mambo (del salón de baile Palladium en la década de 1950), cuyo paso básico a su vez deriva del hijo cubano, con el que comparte su sincronización (234 - 678, con pausas en 1 y 5) ambos estilos derivados del mambo americano con los pasos de estilo libre basados en el jazz y los pasos del tap.

## El Mambo en México
Dámaso Pérez Prado (1917-1989), pianista y arreglista matancero, se traslada a La Habana a principios de los años cuarenta y comienza a trabajar en cabarets, así como en las orquestas de Paulina Álvarez y Casino de La Playa. En 1949 viaja a México buscando oportunidades de trabajo y logra gran éxito con un nuevo estilo, al cual designa un nombre que ya había sido utilizado anteriormente por Antonio Arcaño, el de “Mambo”.
El estilo de Pérez Prado difería del anterior concepto de “Mambo”. El nuevo estilo poseía una mayor influencia de las orquestas de jazz estadounidenses, y una instrumentación ampliada compuesta por cuatro o cinco trompetas, cuatro o cinco saxofones, contrabajo, batería, maracas, cencerro, bongó y tumbadoras. El nuevo “Mambo” incluía un sabroso contrapunteo entre las trompetas y los saxofones, que impulsaba a mover el cuerpo al compás del ritmo, estimulado en la conclusión de las frases con una característica y sonora expresión gutural.
Debido a que su música estaba dedicada a un público que habitaba fuera de las fronteras de la nación cubana, Pérez Prado siempre utilizó en sus arreglos una gran cantidad de elementos de estilo internacionales, y especialmente estadounidenses. Esa característica se pone en evidencia en sus arreglos de las canciones Mambo Rock, Patricia y Tequila, donde utiliza el ritmo del swing estadounidense, de subdivisión ternaria, fusionado con elementos de Rumba o Son cubanos. El repertorio de Pérez Prado incluyó numerosas piezas internacionales, tales como: Cerezo Rosa, María Bonita, Té para dos (Tea for two), La Bikina, Cuando calienta el sol, Malagueña y En un pueblito español, entre muchas otras.
Beny Moré también vivió en México entre 1945 y 1952, y fue allí donde la gente comenzó a llamarle Beny en vez de Bartolo. Compuso y grabó algunos mambos en México, con orquestas mexicanas, especialmente con la que dirigía Rafael de Paz. El grabó Yiri yiri bon, La Culebra, Mata siguaraya, Solamente una vez y Bonito y sabroso, una canción donde elogia la habilidad en el baile y la gracia de las mujeres mexicanas, y declara que la Ciudad de México y La Habana son ciudades hermanas. También en México, Pérez Prado y Beny Moré grabaron algunos mambos que incluyeron "La mucura", "Rabo y oreja", y "Pachito E'ché". En aquella época, Beny grabó también con la orquesta de Jesús “Chucho” Rodríguez. El “Chucho” quedó tan impresionado con las habilidades musicales de Beny, que lo bautizó con el sobrenombre de “Bárbaro del Ritmo”.
Las grabaciones de Pérez Prado estaban dirigidas al público hispano del continente americano, pero algunos de sus más famosos mambos, tales como “Mambo No. 5” y “Que Rico el Mambo”, triunfaron inmediatamente en los Estados Unidos.

## Mambo en Nueva York
Durante los años cincuenta, varias publicaciones en Nueva York comenzaron a publicar artículos sobre el surgimiento de una “Revolución del Mambo” en la música y la danza. Las compañías de grabación comenzaron a utilizar el término “mambo”  en sus producciones y aparecieron numerosos anuncios sobre “lecciones de Mambo” en los periódicos locales. La ciudad de Nueva York había hecho del Mambo un fenómeno cultural popular y transnacional. Hacia mediados de los cincuenta, la manía del Mambo se había convertido en una verdadera fiebre. En Nueva York el mambo era interpretado de manera tal que creaba una gran exaltación en el público que asistía a locales como el famoso salón de baile Palladium Ballroom. Este pronto se autoproclamó como “El templo del Mambo”, ya que bailarines tales como los ases del Mambo Killer Joe Piro, Augie y Margo Rodriguez, Paulito y Lilon, Louie Máquina y Pedro Aguilar (Cuban Pete), daban allí demostraciones del baile, y ganaron una gran reputación por el expresivo uso de sus piernas, brazos, manos y cabezas. Augie y Margo todavía bailaban cincuenta años después en Las Vegas.
Algunos de los más grandes bailarines y las mejores bandas de mambo durante los años cincuenta incluyeron a: Augie & Margo, Michael Terrace & Elita, Carmen Cruz & Gene Ortiz, Larry Selon & Vera Rodriguez, Mambo Aces (Aníbal Vasquez y Samson Batalla), Killer Joe Piro, Paulito y Lilon, Louie Máquina, Pedro Aguilar ("Cuban Pete"), Machito, Tito Rodríguez, José Curbelo y Noro Morales.

## La danza
El mambo se puede bailar en parejas o individualmente, pero sus coreografías pueden ser complicadas porque requieren un alto grado de sincronización y agilidad. Existen muchos pasos de baile característicos del mambo: base, lateral, el barret, la guajira, el sí que no, entre otros.
En la danza se marcan cuatro tiempos y se desarrolla a partir de los siguientes elementos:
- Posición inicial: apoyo del pie delantero con el metatarso y, a continuación, con el talón.
- Brazos al costado que se doblan para marcar al frente con el pie contrario.
- Lliscament de la cama hacia adelante o hacia un lado mientras que la otra se mantiene en flexión siguiendo el ritmo base.
- Movimiento de maluc constante.

El vestuario para bailar el mambo debe ser vistoso, con farfallas, cuellos y escotes. También existe un vestuario llamado «pachucos», una subcultura de los años cincuenta, que se compone de un saco, camisa, pantalones, barret, tirantes y una cadena.

## Músicos destacados
- Israel Cachao López
- Orestes López
- Dámaso Pérez Prado y su Orquesta
- Tito Rodríguez
- Machito
- Tito Puente
- Beny Moré
- Xavier Cugat y su Orquesta
- Rafael de Paz y su Orquesta
- Pablo Beltrán Ruiz y su Orquesta
- Yma Sumac
- Lou Bega
- Edmundo Ros
- Kiko Mendive
- Micheal Sesini
- Richie Ray y Bobby Cruz